# 팔라티니 변분
팔라티니 변분(Palatini變分, 영어: Palatini variation)은 아인슈타인-힐베르트 작용(및 추가 물질 작용)을 리만 계량 또는 필바인의 2차 도함수에 대한 범함수 대신, 필바인과 스핀 접속의 1차 도함수에 대한 범함수로 여겨 변분법을 가하는 것을 말한다. 이 경우, 필바인은 일종의 보조장을 이루며, 페르미온 물질이 존재할 경우 일반적으로 스핀 접속은 0이 아닌 비틀림 텐서를 갖는다.

## 정의
준 리만 다양체 {\displaystyle (M,g)}의 필바인
{\displaystyle g_{\mu \nu }=e_{\mu }^{a}e_{\nu }^{b}\eta _{ab}}
{\displaystyle e_{\mu }^{a}\in \Omega ^{1}(M;E)}
과 스핀 접속
{\displaystyle e_{\nu }^{a}\nabla _{\mu }e^{b\nu }=\omega _{\mu }^{ab}}
{\displaystyle \omega _{\mu }^{ab}\in \Omega ^{1}\left(M;\bigvee ^{2}E\right)}
을 생각하자. 여기서 {\displaystyle E}는 {\displaystyle \operatorname {SO} (1,D-1)}-구조 벡터 다발이다.
그렇다면, 아인슈타인-힐베르트 작용을 다음과 같이 쓸 수 있다.
{\displaystyle S[e,\omega ]={\frac {1}{2\kappa ^{2}}}\int \mathrm {d} ^{D}x\,(\det e)\,e_{a}^{\mu }e_{b}^{\nu }R_{\mu \nu }{}^{ab}}
{\displaystyle R_{\mu \nu }{}^{ab}=2\partial _{[\mu }\omega _{\nu ]}^{ab}+2\omega _{[\mu }^{ac}\omega _{\nu ]c}{}^{b}}:(7.10)
여기서
{\displaystyle X_{[\mu _{1}\dotso \mu _{p}]}={\frac {1}{p!}}\left(X_{\mu _{1}\dotso \mu _{p}}-\dotsb \right)}
는 규격화된 완전 반대칭화이며, {\displaystyle (\det e)}는 {\displaystyle D\times D} 정사각 행렬
{\displaystyle (e_{\mu }^{a})_{\mu ,a\in \{0,\dotsc ,D-1\}}}
의 행렬식이며, 부피 형식의 성분이다.
이제, 이 범함수를 ({\displaystyle g_{\mu \nu }}의 2차 도함수의 범함수 대신) 필바인과 {\displaystyle e_{\mu }^{a}}(의 0차 도함수)와 스핀 접속 {\displaystyle \omega _{\mu }^{ab}}(의 0차 및 1차 도함수)의 범함수로 여겨, 변분법을 적용할 수 있다. 이를 팔라티니 변분이라고 한다. 이 경우, 필바인의 도함수가 등장하지 않으므로, 필바인은 보조장을 이룬다.
그렇다면, {\displaystyle \omega _{\mu }^{ab}}에 대한 오일러-라그랑주 방정식은 다음과 같다.
{\displaystyle \omega _{\mu }^{ab}=e_{\nu }^{a}\nabla _{\mu }e^{b\nu }}
여기서 우변은 물론 {\displaystyle e}를 사용한, {\displaystyle \omega _{\mu }^{ab}}의 (원래) 정의와 같다. 이 조건은 스핀 접속이 비틀림 텐서가 0인 레비치비타 접속임을 의미한다.
또한, 이 작용에서 {\displaystyle e_{\mu }^{a}}에 대한 오일러-라그랑주 방정식은 마찬가지로 리치 곡률이 0임, 즉
{\displaystyle R_{\mu }{}^{a}=e_{\mu }{}^{b}R_{\mu \nu }{}^{ab}=0}
임을 의미한다. 이는 아인슈타인 방정식과 같다.

### 페르미온 물질이 있을 경우
필바인을 사용하지 않으면 일반적으로 스피너를 정의할 수 없다. 필바인을 사용하여 페르미온을 추가하고 팔라타니 변분을 적용할 경우, 스핀 접속은 페르미온의 세기의 제곱에 비례하는 비틀림 텐서를 갖게 된다.
구체적으로, 스피너장 {\displaystyle \psi }에 대하여 공변 미분
{\displaystyle \nabla _{\mu }\psi =\left(\partial _{\mu }+{\frac {1}{4}}\omega _{\mu }^{ab}\gamma _{ab}\right)\psi }
{\displaystyle \psi {\overset {\leftarrow }{\nabla }}_{\mu }=\partial _{\mu }{\bar {\psi }}-{\frac {1}{4}}\omega _{\mu }^{ab}{\bar {\psi }}\gamma _{ab}}
를 정의하자. 그렇다면, 다음과 같은 꼴의 작용을 적을 수 있다.
{\displaystyle S=S_{\text{EH}}+{\frac {1}{2}}\int \mathrm {d} ^{D}x\,(\det e)\,\left(-{\bar {\psi }}\gamma ^{\mu }\nabla _{\mu }\psi +{\bar {\psi }}{\overset {\leftarrow }{\nabla }}_{\mu }e_{a}^{\mu }\gamma ^{\mu }\psi \right)}
이 경우, 위와 같이 팔라티니 변분을 취했을 때, 다음을 얻는다.:(8.3)
{\displaystyle \omega _{\mu }^{ab}=\omega _{\mu }^{ab}[e]-{\frac {1}{4}}\kappa ^{2}{\bar {\psi }}\gamma _{abc}e^{c\nu }\psi }
즉, 이는 비틀림 텐서
{\displaystyle 2\Gamma _{[\mu \nu ]}^{\rho }=T_{\mu \nu }{}^{\rho }={\frac {1}{2}}\kappa ^{2}{\bar {\psi }}\gamma _{\mu \nu \rho }\psi }
에 해당한다.
이는 물리학적으로 {\displaystyle S}를 필바인의 2차 도함수로 구성된 범함수로 여기는 것과 다른 결과이다.:§8 (다만, 중력 상수가 매우 작으므로, 이 효과는 측정하기 매우 힘들다.)

## 역사
이탈리아의 수학자 아틸리오 팔라타니(이탈리아어: Attilio Palatini, 1889~1949)의 이름이 붙어 있다.